# Peter Kremtz
Peter Kremtz (n. 26 aprilie 1940, Meißen, Saxonia, Germania Nazistă – d. 23 februarie 2014) a fost un canotor ce a reprezentat Germania, medaliat olimpic. A participat la o ediție a Jocurilor Olimpice (1968) în care a câștigat o medalie de argint.

## Participări
Lista de mai jos prezintă principalele competiții la care a participat Peter Kremtz de-a lungul carierei.
- rowing at the 1968 Summer Olympics – men's coxed four[*][4]